# Malching

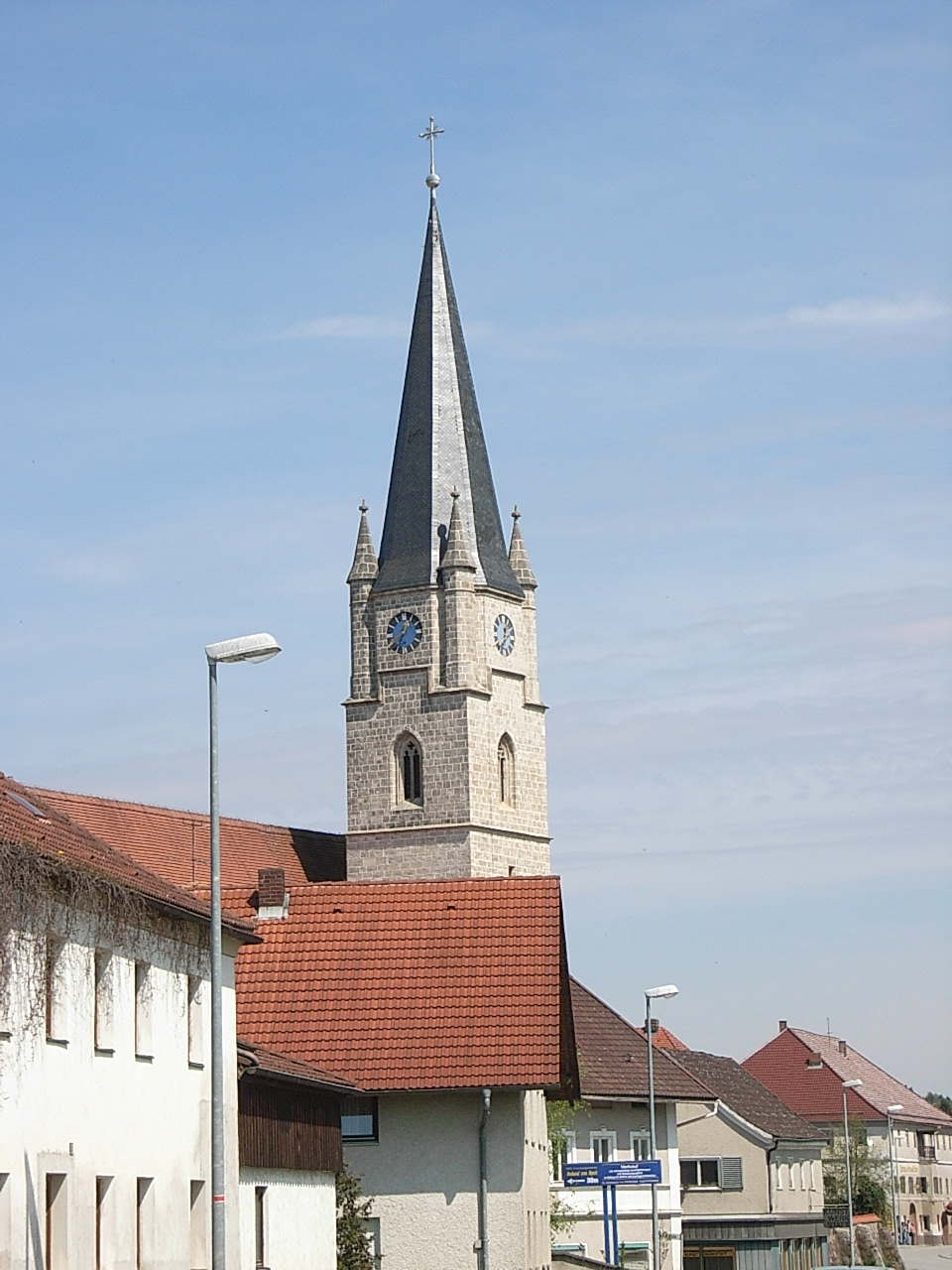
Die Pfarrkirche St. Ägidius

Malching ist eine Gemeinde im niederbayerischen Landkreis Passau.

## Geografie

### Geografische Lage
Die Gemeinde liegt in der Region Donau-Wald direkt am Inn und bildet die südlichste Gemeinde im Landkreis Passau. Sie grenzt an den Landkreis Rottal-Inn sowie den Bezirk Braunau auf der österreichischen Seite des Grenzflusses. Malching befindet sich rund 35 km südwestlich von Passau, 25 km westlich von Schärding, 12 km westlich von Pocking und östlich Simbach am Inn sowie 135 km von östlich München entfernt.

### Nachbargemeinden
- Ering (Landkreis Rottal-Inn)
- Kößlarn
- Rotthalmünster
- Kirchham
- Bad Füssing

### Gemeindegliederung
Es gibt 52 Gemeindeteile:
- Asperl
- Beham
- Bergham
- Berghausen
- Biberg
- Biermaier
- Bongern
- Bucklmühle
- Bullarn
- Dantl am Hart
- Deisböck
- Dreiblbauer
- Driehäupl
- Eglsee
- Engertsöd
- Enzing
- Forstberg
- Forstlehn
- Forstner
- Gimpl
- Götting
- Gottschall
- Halmstein
- Harham
- Harmansöd
- Hart
- Hilbing
- Hochleithen
- Hurn
- Jetzenau
- Kargl vorm Wald
- Leitendobl
- Lindach
- Malching (Kirchdorf)
- Naglbauer
- Niederhof
- Nündorf
- Oberhiebl
- Oberhof
- Putz
- Reith
- Rottmaier
- Starzenöd
- Steinhiebl
- Stündln
- Urfar
- Voglarn
- Wallner
- Weinberg
- Wimmer
- Wimmeröd
- Zinsberg

Es gibt nur die Gemarkung Malching.

## Geschichte

### Bis zur Gemeindegründung
Malching wurde zwischen 748 und 788 zum ersten Mal urkundlich erwähnt. Der Ort war Teil des Herzogtums Bayern und bildete im Mittelalter eine geschlossene Hofmark, die seit mindestens 1448 dem Geschlecht der Fronhamer und ab dem Jahr 1618 den Grafen von Paumgarten gehörte. 1734 wurde auch der Besitz des bisher größten Grundherrn von Malching, des Domkapitels Freising, an die Paumgartner verkauft.
Mit dem Frieden von Teschen 1779 kamen die östlich des Inn gelegenen Gebiete des Kurfürstentums Bayern als „Innviertel“ zu Österreich. Dies hatte auch Auswirkungen auf Malching, da der Untere Inn, der bis dahin in erster Linie ein Handelsweg innerhalb Bayerns gewesen war, damit zum Grenzfluss zwischen Bayern und Österreich ob der Enns wurde.
Im Zuge der Verwaltungsreformen in Bayern entstand mit dem Gemeindeedikt von 1818 die heutige Gemeinde.

### 19. und 20. Jahrhundert
Im Revolutionsjahr 1848 wurden die Reste der Grundherrschaft der Paumgartner beseitigt.
Die Eröffnung einer Eisenbahnlinie durch Malching erfolgte im Jahr 1910. Die Schließung des Bahnhofes am 31. Mai 1969 traf den Ort schwer. 1978 wurden Malching ein Teil der Verwaltungsgemeinschaft Rotthalmünster und die Verwaltung der Gemeinde mit Ausnahme einer Außenstelle nach Rotthalmünster verlagert.

### Einwohnerentwicklung
Zwischen 1988 und 2018 wuchs die Gemeinde von 1119 auf 1289 um 170 Einwohner bzw. um 15,2 %.
| Jahr | Einwohner |
| ---- | --------- |
| 1961 | 1257      |
| 1970 | 1252      |
| 1987 | 1154      |
| 1991 | 1148      |
| 1995 | 1178      |
| 2000 | 1252      |
| 2005 | 1304      |
| 2010 | 1292      |
| 2015 | 1247      |
| 2018 | 1289      |

## Politik
- CSU: 6
- FWV: 6

FWV einschließlich SPD Malching

### Gemeinderat
Bei der Kommunalwahl vom 15. März 2020 haben von den 1095 Stimmberechtigten 690 von ihrem Wahlrecht Gebrauch gemacht, womit die Wahlbeteiligung bei 63,01 % lag.

### Bürgermeister
Erster Bürgermeister ist Georg Hofer (CSU). Er ist seit 2008 im Amt und wurde bei den Kommunalwahlen am 15. März 2020 mit 93,55 % der Stimmen wieder gewählt. Sein Vorgänger war Paul Reithmeier (Freie Wählervereinigung).

### Wappen
| Wappen Gde. Malching | Blasonierung: „In Blau ein aus einem goldenen Zaun im Schildfuß hervorwachsender, linksgewendeter, doppelschwänziger goldener Löwe, der in seinen Vorderpranken einen silbernen Bischofsstab hält“ |
| Wappen Gde. Malching | Wappenbegründung: Das Wappen verweist auf das mächtige Geschlecht der Reichsgrafen von Paumgarten zu Ering und Frauenstein, die über Jahrhunderte die Grundherrschaft in Malching ausübten.        |

## Baudenkmäler
- Schloss Malching

## Wirtschaft und Infrastruktur

### Wirtschaft einschließlich Land- und Forstwirtschaft
2017 gab es in der Gemeinde 109 sozialversicherungspflichtige Arbeitsplätze. Von der Wohnbevölkerung standen 436 Personen in einem versicherungspflichtigen Beschäftigungsverhältnis. Damit war die Zahl der Auspendler um 327 Personen größer als die der Einpendler. 14 Einwohner waren arbeitslos. 2016 gab es 38 landwirtschaftliche Betriebe; 1532 Hektar der Gemeindefläche waren landwirtschaftlich genutzt.

### Verkehr
Durch das Gemeindegebiet führt die A 94, an die Malching durch die Anschlussstelle 30 (Malching) angebunden ist. Zudem verläuft auf Gemeindegebiet die Staatsstraße 2116. Malching lag ebenso an der Bahnstrecke Simbach–Pocking und hatte einen bis 1969 im Personenverkehr bedienten Bahnhof. Diese Strecke ist mittlerweile abgebaut und zu einem Radweg umgewandelt.

### Bildung
Es gibt folgende Einrichtungen (Stand: 2018):
- eine Kindertageseinrichtung mit 40 genehmigten Kindergartenplätzen und 37 Kindern